# Nkoniambot
Nkoniambot est un village de la Région du Littoral du Cameroun, situé dans la commune de Baré-Bakem. Il est situé à 11 km de Baréko.

## Population et développement
En 1967, la population de Nkoniambot était de 30 habitants, essentiellement des Bakem. La population de Nkoniambot était de 357 habitants dont 177 hommes et 180 femmes, lors du recensement de 2005.